# Turie, Žilina
Turie este o comună slovacă, aflată în districtul Žilina din regiunea Žilina, pe malul râului Turiansky potok⁠(d). Localitatea se află la altitudinea de 446 m deasupra n.m., se întinde pe o suprafață de 27,2 km2 și în 2017 număra 1.995 de locuitori.

## Istoric
Localitatea Turie este atestată documentar din 1386.

## Demografie
| An:                | 1994 | 2004   | 2014   | 2024   |
| ------------------ | ---- | ------ | ------ | ------ |
| Număr de persoane: | 1819 | 1970   | 1979   | 2158   |
| Diferență:         |      | +8,30% | +0,45% | +9,04% |

| An:                | 2023 | 2024   |
| ------------------ | ---- | ------ |
| Număr de persoane: | 2117 | 2158   |
| Diferență:         |      | +1,93% |